# Storbladig murgröna
Storbladig murgröna (Hedera hibernica) växtart i familjen araliaväxter.